# Șopotu Nou
Șopotu Nou è un comune della Romania di 1324 abitanti, ubicato nel distretto di Caraș-Severin, nella regione storica del Banato.
Il comune è formato dall'unione di 10 villaggi: Cârșa Roșie, Driștie, Poienile Boinei, Ravensca, Răchita, Stăncilova, Șopotu Nou, Urcu, Valea Răchitei, Valea Roșie.